# San Nicolò a Tordino
San Nicolò a Tordino è una moderna frazione di circa 8 000 abitanti nel comune di Teramo, ed è situata a sette chilometri dal centro del capoluogo lungo la SS 80 che da Teramo porta verso la costa Adriatica.
Per la sua posizione è divenuta il principale polo industriale e commerciale del capoluogo, attestandosi tra i più grandi punti di espansione della città di Teramo.

## Storia
Il nome deriva dal Monastero benedettino S. Nicolai ad Truntinum. Il 23 gennaio 1933, con decreto del re Vittorio Emanuele III, fu ufficializzato il nome attuale di San Nicolò a Tordino.
Ancor prima dell'anno Mille esisteva una chiesa dedicata a San Nicolò.
L'attuale frazione è solo una parte della vastissima proprietà del monastero.
Le prime notizie sulla località si hanno nell'XI secolo (febbraio 1003), quando fu scelta come sede per la costruzione di una delle chiese, che in quel periodo il Conte longobardo Trasmondo, insieme alla moglie Aimelda, fece costruire in Abruzzo.
Nel 1065 il Monastero era talmente importante dal punto di vista territoriale, che compare tra i possedimenti dell'Abbazia di Montecassino (a cui pare che venne ceduto dallo stesso Conte Trasmondo in epoca imprecisata) rappresentati sulle porte bronzee, fatte costruire in questo anno dall'Abate Desiderio. Nel 1097 è ancora uno dei più importanti possedimenti di Montecassino, elencati nella Bolla di conferma che il Papa Urbano II indirizza in quest'anno all'abate cassinense Oderisio e tale risulta ancora nel 1112 in altra Bolla di Papa Pasquale II al nuovo abate di Montecassino Gerardo.
Il vero sviluppo si ebbe in seguito alla realizzazione di infrastrutture come la SS 80, e la ferrovia, per meglio collegare Teramo con la costa adriatica.
Proprio intorno alla stazione ferroviaria "Castellalto-Canzano" sorse il primo agglomerato di case.
La storia di San Nicolò a Tordino, amministrativamente considerata, novera alcune date importanti:
- 9 gennaio 1929, quando una determinazione del commissario del Comune provvide a stabilire nella borgata di Castellalto-Canzano una propria delegazione;
- 29 ottobre 1931, quando il podestà di Teramo, Vincenzo Savini, decise di attribuire la denominazione ufficiale di "San Nicolò al Tordino" alla borgata sorgente nei pressi della Stazione di Castellalto-Canzano;
- 19 aprile 1932, quando il Rettorato dell'Amministrazione Provinciale di Teramo, espresse, all'unanimità, di dare parere favorevole alla determinazione podestarile;
- 23 gennaio 1933, quando, con proprio decreto, il re Vittorio Emanuele III, autorizzava la definitiva attribuzione della nuova denominazione "all'agglomerato edilizio sorto in prossimità della stazione ferroviaria di Castellalto-Canzano".

Nel 1931, la borgata di Castellalto-Canzano, contava 98 famiglie, per un totale di 508 abitanti, una scuola elementare di quattro classi miste, una mercato settimanale ed anche una chiesa che venne aperta al pubblico alla fine di quell'anno.
La storia di San Nicolò al Tordino, considerata negli elementi generali, invece, comincia nel 1003 o 1004, quando il Conte longobardo Trasmondo e sua moglie Aimelda decisero di erigere una chiesa, che vollero dedicata a San Nicola (o Nicolò, o Niccolò, o Nicolao), e regalarono vasti appezzamenti di terreno al monaco cassinese Atto o Attone perché potesse erigere un cenobio benedettino. Anche il cenobio venne titolato a San Nicolò.
I lavori più importanti che concorsero a dare un volto nuova alla località, ancora del tutto disabitata alla fine dell'800, furono due:
1. la costruzione della strada Teramo-Giulianova
2. la costruzione della ferrovia, terminata nel 1884

La frazione sembra avviata, oggi, in modo più deciso, sulla strada di una maggiore partecipazione politica, sociale ed associativa. I suoi abitanti, stanno evolvendo verso la coscienza di appartenenza e di identità sociale: anello importante di un processo storico di ingrandimento che non sembra conoscere pause.

## Monumenti

### Chiesa moderna di Santa Maria degli Angeli
Fu voluta negli anni 2000 dall'allora parroco Don Gianfranco De Luca, successivamente vescovo della diocesi Termoli-Larino. In cemento armato, con colonne di base in pietra. La chiesa ha l'edificio principale la cui copertura del tetto in legno, che a forma di vela si innalza verso una torre in cemento, collegata al tempio, che è il campanile.

### Chiesa storica di San Francesco di Assisi
La chiesa è moderna, pur rispettando i canoni dell'arte tardo-barocca. Fu eretta solo nel 1931, ed ha struttura a pianta rettangolare a tre navate. La facciata in mattoni ha un orologio centrale e un portale con architrave decorata da tasselli di ceramica. È raffigurata la Madonna col Bambino. Il campanile è a torre. 
L'interno ha le colonne dipinte di blu, e le volte a crociera ricalcano il modello gotico. Sopra l'altare vi è un affresco di San Francesco.

## Sport

### Impianti
La cittadina ospita il Pala San Nicolò, un impianto di 1.500 posti disposti su due tribune che può ospitare partite federali di vari sport come la pallacanestro, la pallamano, il calcio a 5 e le bocce grazie al fondo in parquet. È stato inaugurato il 27 febbraio 2009 in occasione delle Final Eight di Coppa Italia di pallamano.

### Calcio
La principale società calcistica della frazione è stata la Virtus San Nicolò Teramo, fondata nel 1968 da Dino Besso, storico segretario della società morto prematuramente nell'Ottobre 2005 al quale è ora dedicato lo stadio, e rilevata da alcuni giovani dirigenti, tra i quali ex tesserati della società, con a capo il presidente Salvatore Di Giovanni e Giuseppe Di Francesco.
I colori sociali erano il bianco e l'azzurro. 
Il 4 giugno 2006 il San Nicolò Calcio ha battuto, sul neutro “Leonardo Petruzzi" di Città Sant'Angelo, la SPAL Lanciano conquistando il diritto a disputare il campionato d'eccellenza, conseguendo un traguardo mai raggiunto dalla squadra di calcio della frazione. Si è poi riconfermata nel campionato di Eccellenza sempre con buoni piazzamenti coronando il periodo magico con l'altrettanto storica promozione al termine della stagione 2010/2011 in serie D con due turni di anticipo. Nella stagione 2011/2012 inizia il campionato con l'obiettivo di salvarsi, ma invece dopo 5 giornate dall'inizio si ritrova a lottare per il primato in classifica ed a fine campionato finisce settimo. Nella stagione seguente in Serie D arriva penultimo e retrocede in Eccellenza Abruzzese. Milita nel 2013/2014 in Eccellenza e gioca le sue partite in casa nello Stadio Gaetano Bonolis a Piano d'Accio. 
Dal 2018 la squadra principale è diventata la ASD Sannicolese 2011, iscritta al campionato di Seconda Categoria, in quanto la Virtus, dopo un accordo sancito con il sindaco di Notaresco, Diego di Bonaventura, la squadra di calcio si trasferisce a Notaresco, cambiando nome in "S.N. Notaresco" e i propri colori sociali in rossoblù, in modo da continuare la tradizione calcistica notareschina (la quale riprende successivamente la denominazione “Notaresco Calcio 1924”) e milita nel campionato di Serie D.

### Pallavolo
Il San Nicolò volley milita nella serie C femminile e ha varie squadre di settore giovanile femminile. Gioca e ha la sede nella Palestra comunale di Petriccione.